# Зубенко, Владислав Витальевич
Владислав Витальевич Зубенко (укр. Владислав Віталійович Зубенко, 22 апреля 1991, Харьков, УССР — 28 февраля 2014, Киев, Украина) — участник Евромайдана. Член «Небесной Сотни». Герой Украины (2014, посмертно).

## Биография

### До революции
Владислав учился на отлично, писал стихи, участвовал в олимпиадах. С десятого класса возглавлял школьное самоуправление. Занимался благотворительностью: ездил в детские приюты и устраивал с единомышленниками праздники для сирот.
Влад участвовал в программах по пропаганде здорового образа жизни, был волонтером-скаутом YMCA Украины, волонтером ЦСССДМ Дзержинского района Харькова, а также игроком спортивной версии «Что? Где? Когда?». С красным дипломом окончил Харьковскую железнодорожную академию.
После окончания академии работал контролером на Южной железной дороге.

### Во время Майдана
Влад имел активную гражданскую позицию, был сторонником ВО «Свобода». Участвовал в различных акциях: в поддержку семьи Павличенко, памяти героев Крут. Вместе с единомышленниками каждый день приходил на Евромайдан в Харькове. Иногда выступал с речами о стремлении к справедливости и лучшему будущему для Украины.
18 февраля Влад встретил других активистов на Харьковском евромайдане и сообщил им о своем решении ехать в столицу. На странице в социальной сети оставил сообщение, что на Майдан уехал, «потому что это мой выбор». С собой взял рыцарские доспехи. На майдане Влад укреплял баррикады колесами, брусчаткой, мешками с камнями.
На кадрах с Институтской видно, как Владислав, Юрий Паращук и Евгений Котляр, накрывшись щитами поднимаются вверх. Впоследствии всех трех харьковчан не стало. Первым погиб Юрий Паращук. Евгений был ранен в бедро, а когда медики делали ему перевязку, снайпер прикончил его выстрелом в шею. Влад Зубенко получил пулю, закрывая щитом ноши с раненым, которого медики выносили по лестнице в гостиницу «Украина».
Отец не мог дозвониться Владиславу. В 12:00 на звонок ответил незнакомый, который сказал, что Влад тяжело ранен: в живот попала пуля АК-74 (калибр 5,45 мм). Она задела печень, почку, легкое и нервные окончания позвоночника, пробив диафрагму.
Парня без сознания вытащили с площади и передали в отель «Украина» врачам. Они отвезли его не в ближайшую 17-ю Киевскую больницу, которая в то время была уже переполнена, а в Соломенскую клиническую больницу № 4. Там он стал одним из первых пациентов с Майдана.

### Лечение
На следующий день ему стало хуже, возобновилось кровотечение. После операции у него осталась половина печени. Влад боролся за жизнь восемь дней. Он постоянно приходил в себя. «Мы даже обнялись один раз. Несмотря на свое состояние, он приподнялся, пытаясь обнять меня», — вспоминает брат. Его отец обратился к различным церковным конфессиям, чтобы те молились за сына.

### Последние дни
Парню сделали несколько операций, удалили часть печени. Его собирались отправлять на лечение в Германию или Израиль. Но началось воспаление легких, отказали почки. 28 февраля в 14:30 Влад был перевезён из Киевской городской клинической больницы № 4 в реанимационный Институт сердца. В 16:45 сердце Владислава остановилось.
Гроб с Владиславом доставили в Харьков в храм Святого Иоанна Богослова (УПЦ КП).

## Память
В Университете железнодорожного транспорта открыли памятную доску Владиславу.

### Награды
- Звание Герой Украины с вручением ордена «Золотая Звезда» (21 ноября 2014, посмертно) — за гражданское мужество, патриотизм, героическое отстаивание конституционных принципов демократии, прав и свобод человека, самоотверженное служение украинскому народу, обнаруженные во время Революции достоинства[2].
- Медаль «За жертвенность и любовь к Украине» (УПЦ КП, июнь 2015 г.) (посмертно)[3].
- В честь Владислава Зубенко в Харькове названа улица (прежнее название — улица Тимуровцев).
- Как сообщили Depo.Харьков в пресс-службе «Укрзализныци», 1 апреля пассажирскому поезду № 115/116 Харьков-Черновцы категории «Ночной экспресс» регионального филиала присвоено имя Героя Украины, Героя Небесной Сотни Владислава Зубенко.